# Güeñes
Güeñes (baskisch: Gueñes) ist ein Ort und eine Gemeinde mit 6.771 Einwohnern (Stand: 2024) in der Provinz Bizkaia in der Autonomen Gemeinschaft Baskenland im Norden Spaniens.
Die Gemeinde besteht neben dem Hauptort Gueñes aus den Ortschaften La Quadra (La Cuadra), Sodupe und Zaramillo.

## Lage
Gueñes befindet sich etwa 15 km westsüdwestlich von Bilbao im Tal des Río Cadagua in einer Höhe von ca. 80 m.

## Bevölkerungsentwicklung
| Jahr      | 1950 | 1970 | 1981 | 1991 | 2001 | 2011 | 2021 |
| Einwohner | 4410 | 6416 | 6403 | 5878 | 5887 | 6400 | 6699 |

Infolge der industriellen Entwicklung ist die Bevölkerung der Kleinstadt im 20. Jahrhundert kontinuierlich angewachsen.

## Sehenswürdigkeiten
- Marienkirche (Iglesia de Santa María) in Gueñes
- Michaeliskirche (Iglesia de San Miguel de Lacabe) in Lakabex (Ortsteil von La Cuadra), 1520 erbaut
- Vinzenzkirche (Iglesia de San Vicente) in Sodupe
- Peterskirche (Iglesia de San Pedro) in La Cuadra aus dem 15. Jahrhundert
- Turm von La Cuadra, in der zweiten Hälfte des 14. Jahrhunderts erbaut
- Rathaus (Villa Urrutia)

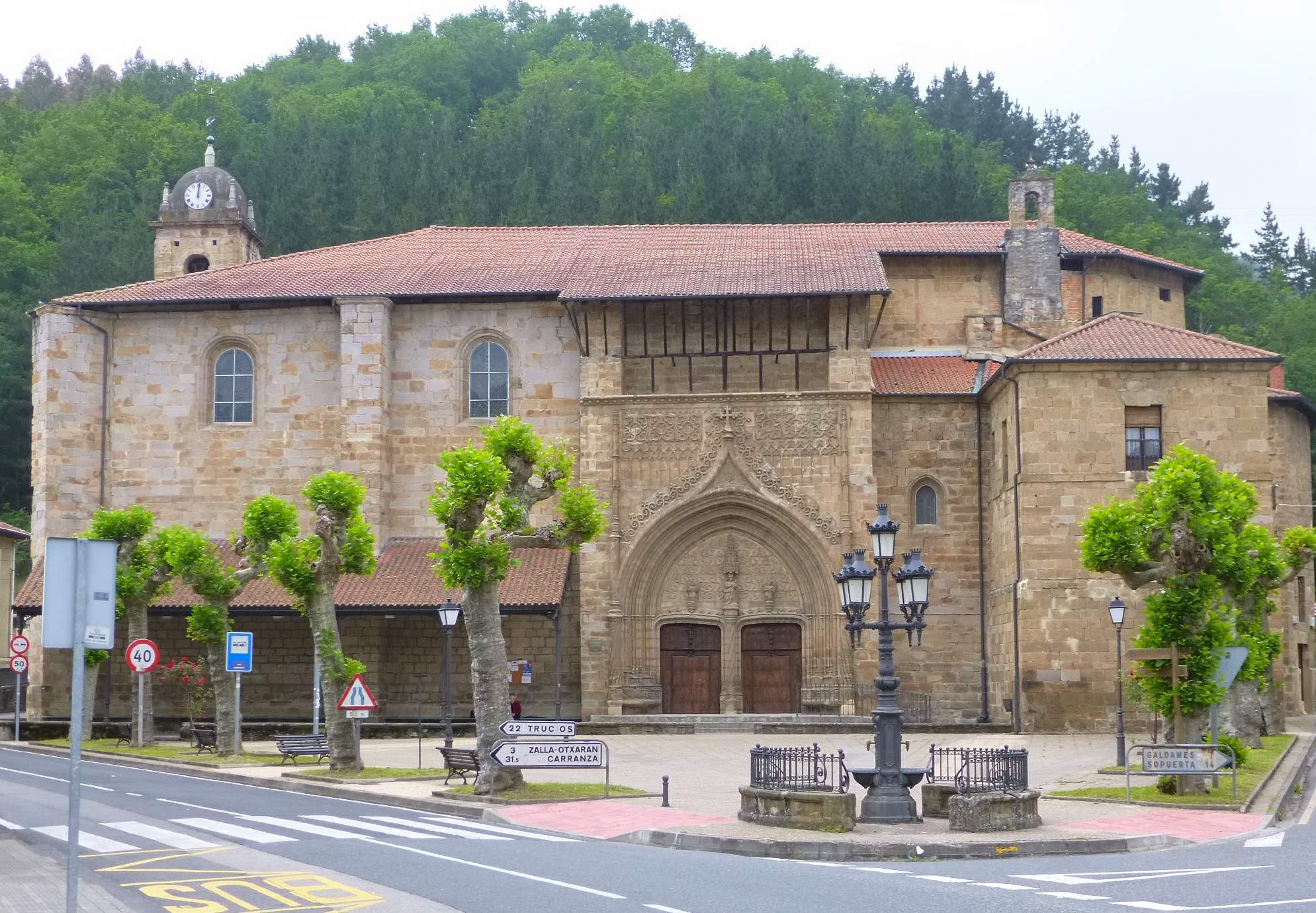
Marienkirche
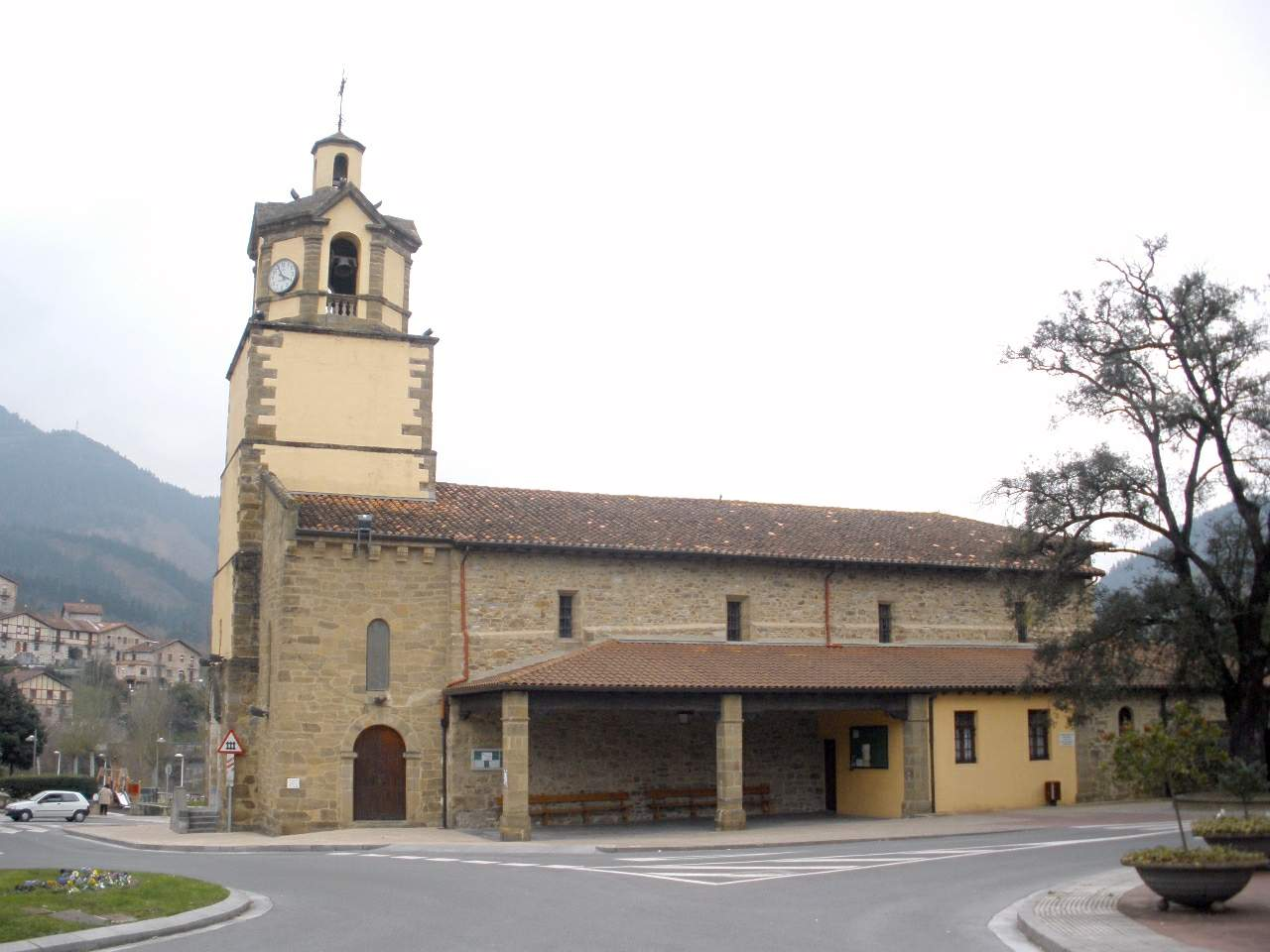
Vinzenzkirche
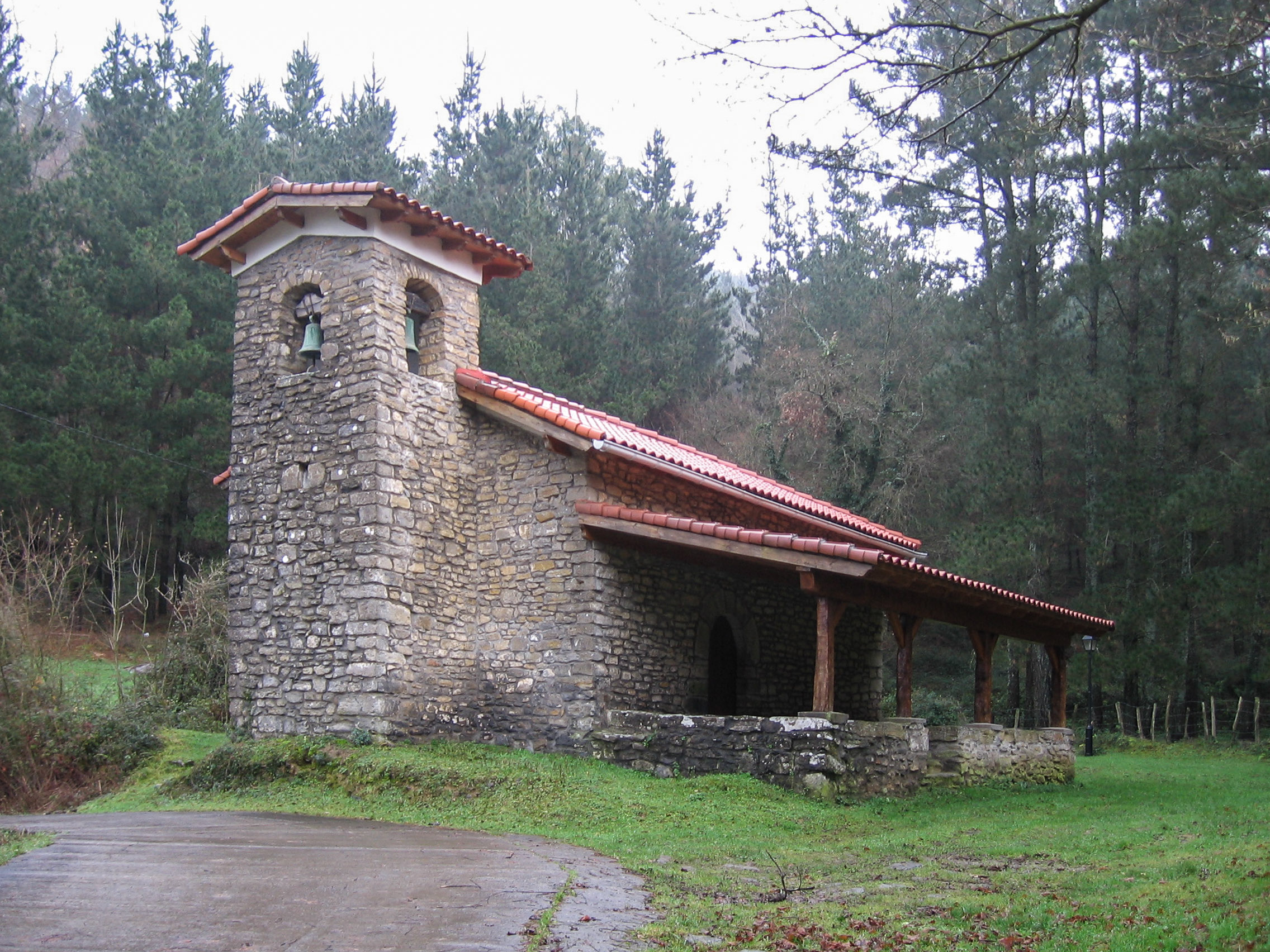
Laurentiuskapelle
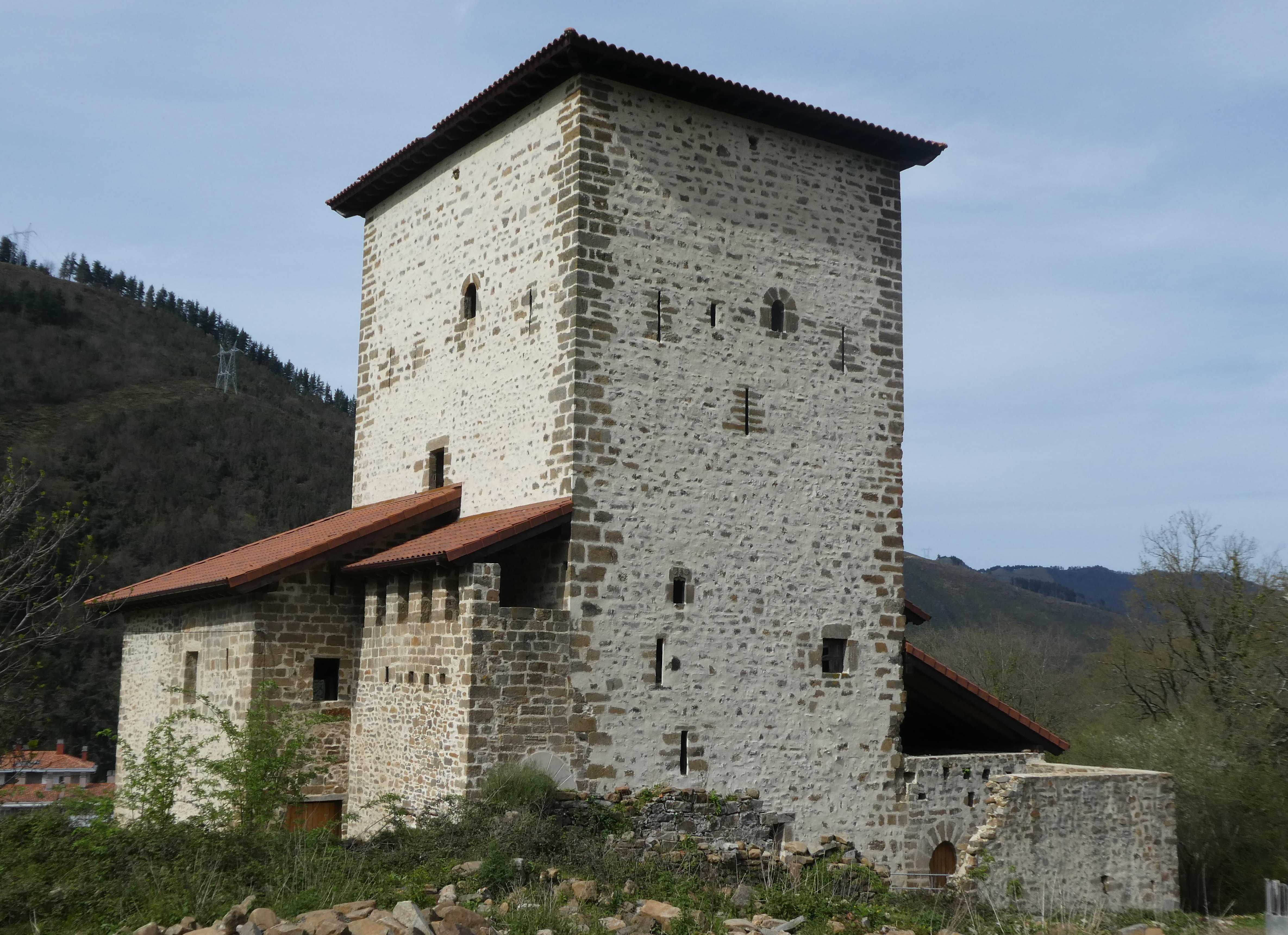
Turm von La Cuadra
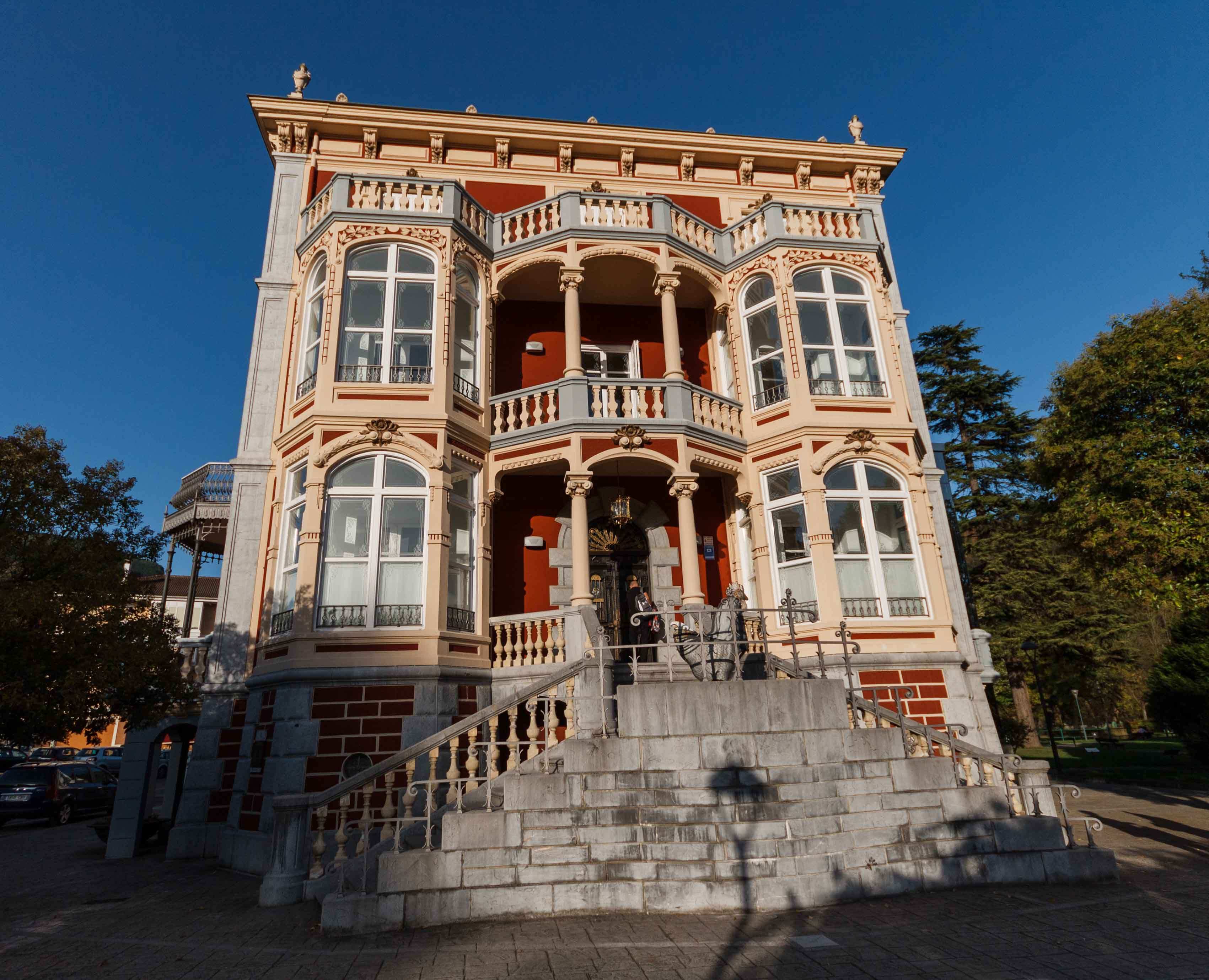
Rathaus

## Persönlichkeiten
- Jacinto de Romarate (1775–1836), Marineoffizier und Politiker (in Sodupe geboren)
- Fernando de la Quadra Salcedo (1890–1936), Anwalt und Historiker
- Antonio Ferraz (1929–2024), Radrennfahrer
- Ion Beitia (1947–2016), Tänzer und Tanzlehrer
- Arturo Alcoceba (* 1952), Politiker
- Rosa Díez González (* 1952), Politikerin